# Terézia Vansová

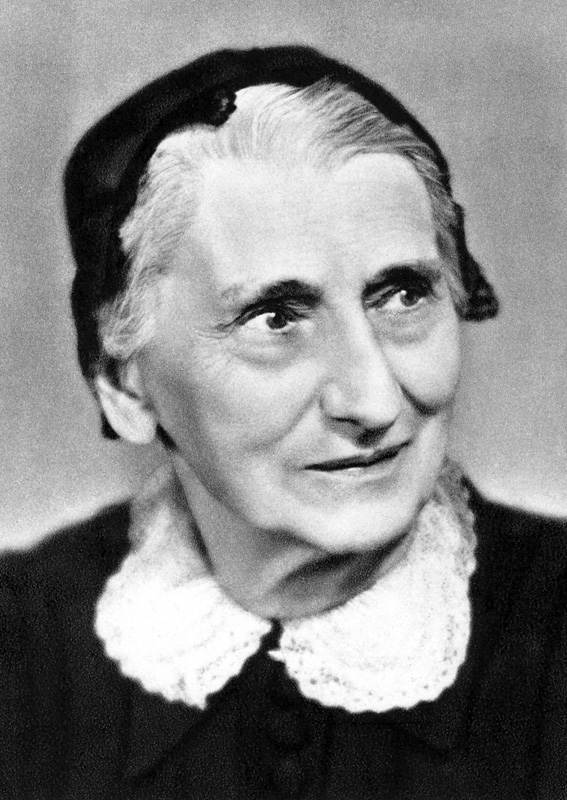
Terézia Vansová

Terézia Zuzana Vansová, geb. Medvecká (* 18. April 1857 in Zvolenská Slatina, Komitat Sohl, Königreich Ungarn, heute Slowakei; † 10. Oktober 1942 in Banská Bystrica, Slowakische Republik) war eine slowakische Schriftstellerin des Realismus, Redakteurin der ersten slowakischen Frauenzeitschrift, Leitfigur der slowakischen Frauenbewegung und Ethnografin. Pseudonyme: Johanka Georgiadesová, Milka Žartovnická, Nemophila, Neznáma veličina, P. Kronikár, P. Rokytovský, Reseda, Tereza Vansová-Medvec.

## Werdegang
Terézia Vansová kam zur Welt zusammen mit dem Zwillingsbruder Janko als siebtes Kind in der evangelischen kleinadligen Familie von Samuel Medvecký und seiner Gattin Terézia, geb. Langová. Sie erhielt ihre Ausbildung an der Volksschule im Heimatort (1869), dann an der privaten Mädchenschule von K. Orfanides in Banská Bystrica (Neusohl, 1869–70) mit Schwerpunkt Deutsch und Französisch und ein weiteres Jahr an einer Schule in Rimavská Sobota (Großsteffelsdorf, 1870–71) mit Schwerpunkt Ungarisch. Im weiteren Verlauf bildete sie sich autodidaktisch aus, zum Studium an einem Gymnasium trat sich, wie die meisten Mädchen zu dieser Zeit, nicht an. Sie debütierte im Jahr 1875 mit dem Gedichtzyklus Moje piesne in der Zeitschrift Orol. Im selben Jahr heiratete sie Ján Vansa und folgte ihn in die evangelische Pfarrei im Ort Lomnička (Kleinlomnitz) im Komitat Zips. Dort war sie als Pfarrin aktiv und schrieb auf Deutsch verfasste Poesie, die in der Karpathen-Post veröffentlicht wurde. Ebenfalls in Lomnička kam zur Welt im August 1876 der erste Sohn der Familie Vansa, Ľudovít, der aber noch im Kindheitsalter im März 1881 krankheitsbedingt starb. Daraufhin zog die Familie in den Ort Rimavská Píla (heute Teil der Stadt Tisovec) im Komitat Gemer und Kleinhont, wo sie für weitere 30 Jahre bleiben sollte, um.
Am neuen Standort war Vansová im kulturellen Leben der örtlichen Einwohner aktiv, dazu beteiligte sie sich an der Lebensmittelgenossenschaft des Gatten und an der Gründung der örtlichen Bibliothek, dazu schulte sie Imker und Obstbauer. In den Zeitungen Národné noviny und Slovenské pohľady publizierte sie kurze Gedichte aus dem Umfeld der evangelischen Pfarrei. 1884 wurden die ersten Novellen Jedlička und Rozsobášení herausgegeben, 1889 schrieb sie ihren bekanntesten Roman, Sirota Podhradských. Neben Poesie verfasste sich auch einige Theaterstücke. Von 1898 bis 1914 redigierte sie die erste slowakische Frauenzeitschrift Dennica („Der Morgenstern“), die neben Neuigkeiten und praktischen Informationen literarische Werke von Autoren der aufstrebenden slowakischen Moderne veröffentlichte. 1895 wurde sie zur Funktionärin des Frauenvereins Živena.
Nach der Pensionierung von Ján Vansa zog die Familie 1911 noch einmal in Banská Bystrica um. Hier schrieb sie unter anderem das Kochbuch Nová kuchárska kniha (erste Ausgabe 1914), war an der Arbeit von Živena tätig und revidierte ihre älteren Werke. Nach der Gründung der Tschechoslowakei redigierte sich die Zeitschrift Slovenská žena (1920–1924). Nachdem ihr Gatte Suizid im Jahr 1922 beging, musste sie noch vermehrt mit existenziellen Problemen kämpfen, blieb aber weiter literarisch aktiv. Sie starb im Alter von 85 Jahren in Banská Bystrica.

## Werk

### Prosa
Novellen
- 1884: Jedlička („Tännling“)
- 1884: Rozsobášení („Geschieden“)
- 1885: Čo si rozprávali klobúky („Worüber redeten die Hüte“)
- 1885: Suplikant („Supplikant“)
- 1885: Humoreska („Humoreske“)
- 1886: Lesť nad lesť („List über List“)
- 1886: Ideál („Das Wunschbild“)

Romane
- 1889: Sirota Podhradských („Waise von Podhradskýs“)
- 1926: Kliatba  („Verfluchung“)
- 1930: Sestry („Die Schwester“)

Biographien
- 1900: Terézia Medvecká, rodená Lange
- 1926–1928: Ján Vansa (in der Zeitschrift Slovenské pohľady, als Buch im Jahr 1938 unter dem Namen Môj muž herausgegeben)

Andere Prosawerke
- 1888: Julinkin prvý bál („Julinkas erster Ball“)
- 1892: Ohlášky
- 1893: Prsteň („Der Ring“)
- 1896: Pani Georgiadesová na cestách („Frau Georgiadesová auf Reisen“)
- 1898: Nové šatočky („Neues Kleidchen“)
- Z fary a zo školy („Aus der Pfarrei und der Schule“)

### Poesie
- 1875: Moje piesne („Meine Lieder“), Gedichtzyklus auf Deutsch

### Drama
- 1886:Potopa („Die Flut“)
- 1889: V salóne speváčky („Im Salon der Sängerin“)
- 1897: Svedomie („Das Gewissen“)
- 1901: Ľúbezní hostia
- 1906: Môj Jožko

### Sonstige
- 1914: Nová kuchárska kniha („Neues Kochbuch“, 1. Ausgabe)